# Темперансвілл (Вірджинія)
Темперансвілл (англ. Temperanceville) — переписна місцевість (CDP) в США, в окрузі Аккомак штату Вірджинія. Населення — 308 осіб (2020).

## Географія
Темперансвілл розташований за координатами 37°54′26″ пн. ш. 75°33′29″ зх. д. / 37.90722° пн. ш. 75.55806° зх. д. (37.907282, -75.557923).  За даними Бюро перепису населення США в 2010 році переписна місцевість мала площу 8,84 км², з яких 8,84 км² — суходіл та 0,00 км² — водойми.

## Демографія
Згідно з переписом 2010 року, у переписній місцевості мешкало 358 осіб у 148 домогосподарствах у складі 95 родин. Густота населення становила 40 осіб/км².  Було 167 помешкань (19/км²).
Расовий склад населення:
| - 64,2 % — білих - 29,9 % — чорних або афроамериканців - 0,3 % — корінних американців - 4,5 % — осіб інших рас |

До двох чи більше рас належало 1,1 %. Частка іспаномовних становила 6,7 % від усіх жителів.
За віковим діапазоном населення розподілялося таким чином: 19,3 % — особи молодші 18 років, 64,5 % — особи у віці 18—64 років, 16,2 % — особи у віці 65 років та старші. Медіана віку мешканця становила 43,8 року. На 100 осіб жіночої статі у переписній місцевості припадало 83,6 чоловіків;  на 100 жінок у віці від 18 років та старших — 77,3 чоловіків також старших 18 років.
Середній дохід на одне домашнє господарство  становив 41 870 доларів США (медіана — 33 148), а середній дохід на одну сім'ю — 52 466 доларів (медіана — 34 505). За межею бідності перебувало 14,5 % осіб, у тому числі 88,2 % дітей у віці до 18 років та 0,0 % осіб у віці 65 років та старших.
Цивільне працевлаштоване населення становило 302 особи. Основні галузі зайнятості: роздрібна торгівля — 45,7 %, освіта, охорона здоров'я та соціальна допомога — 21,2 %, оптова торгівля — 9,3 %, виробництво — 8,3 %.